# 卡斯帕·迪內森
卡斯帕·迪內森（丹麥語：Kasper Dinesen，1992年7月25日—），丹麦男子羽毛球運動員。

## 簡歷
2014年10月，卡斯帕·迪內森出戰匈牙利羽毛球國際賽男子單打項目並在決賽中以3-1的成績（9-11、11-9、11-3、11-4）擊敗克羅地亞選手兹沃尼米尔·杜尔金雅克，奪得個人生涯首座國際賽冠軍。

## 主要比賽成績
只列出曾進入準決賽的國際賽事成績：
| 年份   | 賽事                 | 公開賽級別 | 項目     | 拍檔                    | 成績   |
| ------ | -------------------- | ---------- | -------- | ----------------------- | ------ |
| 2013年 | 保加利亞羽毛球國際賽 | 國際挑戰賽 | 男子單打 | －                      | 準決賽 |
| 2014年 | 匈牙利羽毛球國際賽   | 國際系列賽 | 男子單打 | －                      | 冠軍   |
| 2014年 | 匈牙利羽毛球國際賽   | 國際系列賽 | 男子雙打 | 安德烈亚斯·贝特尔森     | 亞軍   |
| 2015年 | 冰島羽毛球國際賽     | 國際系列賽 | 男子雙打 | 弗雷德里克·阿尔斯特鲁普 | 亞軍   |
| 2015年 | 芬蘭羽毛球國際賽     | 國際系列賽 | 男子單打 | －                      | 亞軍   |
| 2016年 | 挪威羽毛球國際賽     | 國際系列賽 | 男子單打 | －                      | 亞軍   |

| 2007-2017年 | 首要超級賽 | 超級賽 | 黃金大獎賽 | 大獎賽 | 國際挑戰賽 | 國際系列賽 | 未來系列賽 | 其他 |

| 2018-2026年 | 總決賽 | 超級1000賽 | 超級750賽 | 超級500賽 | 超級300賽 | 超級100賽 | 國際挑戰賽 | 國際系列賽 | 未來系列賽 | 其他 |